# Наран-Газыр
Наран-Газыр — исчезнувший хутор в Лиманском районе Астраханской области России. Располагался на северном берегу ильменя Антоновский, к западу от села Бударино (Дальчи)

## История
До революции у хотона Нарын-Газыр был калмыцкий хурул. В хуруле служило сорок четыре гелюнга, имелись врачи. Неподалёку на протоке Дальча и заливе Мечетный находились русские посёлки. В них жили рыбаки. Пойманное сдавали на промысел богача Г. В. Антонова. Нарын-Газыр также стали называть его именем — Антоново.
В 1926 году на базе поселений Дальча и Антоново была образована артель «Восток». В 1930 году из мелкие рыболовецкие артели были объединены в колхоз «Путь к коммунизму» Долбанского улуса Калмыцкой автономной области (с 1935 года — Калмыцкая АССР). Колхоз относился к Дальчинскому сельскому совету рабочих, крестьянских, красноармейских и ловецких депутатов, в который входили: село Дальчи, населённый пункт Дальча, хутора Мишка, Чимбя, Семёновск, Коскин, Наран-Газыр.
28 декабря 1943 года калмыцкое население было депортировано. После ликвидации Калмыцкой АССР Наран-Газыр, как и другие населённые пункты Добанского улуса, был включён в состав Астраханской области. Исключён из учётных в 1945 году.